# 弗雷伊尔城堡
弗雷伊尔城堡（法語：Château de Freÿr，發音：[ʃato də fʁɛjʁ] ⓘ）是位於比利時南部的一座城堡建築，帶有一個花園。弗雷伊尔城堡的歷史可以追溯至中世紀。在歷史上曾多次遭到毀壞，後又重建。現在弗雷伊尔城堡是比利時著名的觀光景點。

## 外部連結
- Castle and Gardens of Freÿr on the Meuse （页面存档备份，存于）